# Focșani
Focşani (phát âm tiếng Romania: [fokˈʃanʲ]; tiếng Đức: Fokschan; tiếng Hungary: Foksány) là một thành phố România. Thành phố là thủ phủ hạt Vrancea. Đây là thành phố lớn thứ 26 quốc gia này. Thành phố Focşani có dân số 103.219 người (theo điều tra dân số năm 2002), diện tích km2. Thành phố có độ cao 55 mét trên mực nước biển. Thành phố nằm bên hai bờ sông Milcov.
Focşani nằm ở một điểm hội tụ cho những phay địa chất kiến tạo, điều này làm tăng nguy cơ động đất trong vùng lân cận. Đây là một trong sản xuất rượu vang nổi tiếng nhất khu vực ở Romania, Odobeşti về phía tây bắc. Weisse von Fokshan là một loại rượu nổi tiếng, địa phương và vùng lân cận là giàu khoáng chất như sắt, đồng, than đá, và dầu khí.
Thành phố quản lý hai làng, Mândreşti-Moldova và Mândreşti-Munteni.
Là một đô thị trấn biên giới Moldavian-Wallachian, Focşani phát triển thành một trung tâm thương mại quan trọng nằm giữa Đế chế Nga và các nước vùng Balkan. Một Đại hội giữa Đế quốc Nga và Ottoman nhà ngoại giao đã diễn ra gần thành phố vào năm 1772. Gần thị trấn này, Ottoman đã phải chịu một thất bại nghiêm trọng dưới tay của các lực lượng đồng minh của chế độ quân chủ Habsburg theo Hoàng tử Frederick Josias của Saxe-Coburg-Saalfeld và Đế quốc Nga dưới Alexander Suvorov vào năm 1789 (xem trận Focşani).